# 이빈 백씨
이빈 백씨(怡嬪 柏氏, 1721년 음력 4월 6일 ~ 1757년 음력 5월 15일)는 후작 백가씨, 처음엔 한족 민인 출신, 후에 정황기 포의 제4참령 제1기고좌령하인으로 입기했다. 쑤저우 평민 백사채의 서장녀이고, 건륭제의 백귀인의 친언니이자 건륭제의 비이다.

## 생애
백씨는 건륭 4년 전에 입궁하였는데, 평안이 소주의 직조를 맡았을 때, 백가의 일을 알고 있었기 때문에, 남방 관원을 위해 건륭제에게 진상해야한다고 했다. 옹정 13년 11월, 하이바오 지회 강녕과 쑤저우 두 곳에서 《후사 후 혼행하여 여자를 찾아다니며 허세를 부릴 필요가 없다》라는 직조를 만들었다. 강녕직조 이영(李英)은 성지(聖志)를 받들어 3년 동안 단 한 사람도 밖에서 구하지 못하였고, 석복 후에도 어떤 여자도, 우동을 진상하지 않았다. 그러나 건륭제 3년 5월 건륭제가 건륭 2년 11월 복역한 뒤 소주가 직조하여 해보를 두 여자로 들여보냈는데, 이 여자가 백씨인지 아닌지를 간접적으로 지적했다.
건륭 4년 4월 6일, 백씨의 생일로, 궁궐감부사 유옥 등 전내용에는 단자 1토, 소단 1토, 관용단2토, 화춘편집2토, 능2토, 등이 사용되어 《국조궁사(國朝宮史)》에서 정한 귀인급(貴人級)과 같은 대우를 받았다.
건륭 6년 2월 13일, 황태후의 의지를 받들어, 가빈을 비로 진봉하고, 귀인 백씨는, 해귀인과 귀인 엽혁륵씨와 함께 빈으로 진봉하고, 백씨는 위분에서 승진했을 뿐만 아니라, 궁중생활에서도 고종의 총애를 받았으며, 건륭 6년 2월 15일, 성경이 보내온 젖병과 약과 산사, 검은 대추를 황후, 귀비, 빈 등 고종의 보살핌을 받았다. 건륭제는 4월 10일 "내정(內政)의 아들이 백(白)이며, 본관은 소주(蘇州)이며, 지조(知造)가 이부모를 방문하여 상경(上京)에 왔으며, 저서를 찾으면 저자가 돌봐서 상경(上京)에 오거나, 그 나이 든 영자제가 한 사람을 따라와도 괜찮지만, 방문하여 이부친이생(異生)이 아니라서 밀경(密京)을 방문하여 상경(上京)을 하였다. " 그해 11월 계미일(啓未)에는 예부시랑(禮部詩郞) 목화림을 정사로, 내각학사 얄호달(雅爾胡達)을 부사(副使)로 하여 귀인 백씨를 이빈으로 정식 책봉하였다.
건륭 10년 (1745년), 이빈의 친여동생인 백씨가 내무부 상삼기 여인으로, 내무부 수녀선발을 통해 입궁했고, (늦어도 건륭 13년 1월, 백상재로 봉해졌다.) 3월 3일, 연희궁 이빈은 황제와 황후 등을 따라 혜현황귀비의 금관이 안치된 육계도 빈궁으로 향했다. 연희궁 이빈, 승건궁 서빈, 그리고 영수궁 영빈의 환관이 같은 수레에 올라 육계도 빈궁에 묵었다. 그해 12월 25일, 이빈의 형제인 백영길이 한자문서 한개를 들고왔다. 공찰 : 「현재 가비, 서빈, 이빈의 칠분의장에는 각각 붉은 비단 손잡이 우산이 하나 추가되어야하며, 이에 따라 귀하의 부서에 문의하여 속히 조송위 응용 등이 이루어져야합니다."
건륭 17년 10월 17일, 고 효현순황후, 고 혜현황귀비, 고 철민황귀비의 관이 유릉에 묻혔고, 건륭제는 당시 황후 휘발나랍씨, 가귀비 김씨, 이빈 백씨, 영빈 파림씨 등과 함께 청동릉으로 가 봉안식에 참석했다.
건륭 22년 (1757년) 5월 15일 사시(巳時), 이빈이 병사하였다는 소식을 들은 건륭제는 조정을 2일간 정지하였고, 화석친왕 이하, 내대신 공후백 도통관 이상이 제사에 참여하였고, 그해 11월 2일에 청동릉 유릉비원침에 묻혔다.

## 민간전설
민국시대에 항현 사람인 쉬커(徐 民)가 지은 《청피류지폐》는 건륭제의 「은비」에 관한 민간 설화를 담고 있다. 이야기에 의하면 은비는 산둥 청주 사람으로, 아명은 진주이며, 부친이 56세 때 태어났으며, 그녀의 아버지는 제생이었으며, 은비가 태어난 지 2년도 안 되어 세상을 떠났고, 그녀의 어머니는 집이 가난하여 은비를 동리 황씨의 의녀로 보냈는데, 황씨는 망족(望族)인데다 주아(珠兒)가 연명으로 중매쟁이가 끊이지 않자 황씨는 완곡하게 사양했다. 주아는 다른 사람에게 "귀하신 미녀여, 남자 귀 끊으라. 진주가 백벽인데, 어찌 흠잡을 곳이 있겠는가!"그래서 주아의 명성은 더욱 널리 퍼졌다.
건륭제가 어느 해, 건륭제가 남으로 순시하여 산동을 지날 때, 어떤 사람이 건륭제에게 주아라는 미인을 언급하였는데, 건륭제는 천자를 회람할 때 산동 순무에게 지시하여 황씨와 잘 상의하도록 하였으며, 진주를 맞아 입궁하기를 바란다는 것을 은연중에 기억하였다. 산둥 순무는 황씨를 방문하라고 지시했고, 황씨는 북방에 머리를 조아리며 명령을 따랐고, 다음날 주아를 북경에 데리고 갔다. 건륭제는 그녀를 곤녕궁에 모셨지만 태후에게 알려질까 봐 사지서옥에 은신했다. 어느 날 저녁, 주아는 이미 승은을 입었다고 외치고 은비로 책봉되었다. 어느 날 은비의 양아버지 황씨가 어떤 내감에 의해 건청궁으로 끌려가자 건륭제는 그를 보고 누구냐고 물었고, 황씨는 복지에 아무 말도 하지 않았다. 내감은 그가 은비의 양아버지라고 했다. 앞서 은비를 입경시켰는데 건륭제가 그에게 명령했다산동으로 돌아와 그에게 말했다. "이미 제남에 오라는 밀지가 있다". 황씨가 집에 돌아와 보니 집이 새로워지고 양전미지와 재물이 나타나자 문무관들이 그를 맞이했다.
주아가 처음 입궁할 때 궁내의 예절에 익숙하지 않아 밤이 깊으면 등불을 지고 흐느끼고, 하인이 건륭제에게 상전하자 건륭제는 그녀를 위로했다. 어느 날 밤, 주아가 순종하지 않아 건륭제를 몹시 분노하게 하였고, 주아가 살던 곳을 벗어나자 궁인들은 모두 두려워하였지만, 얼마 지나지 않아 다시 예전처럼 되었다그녀를 총애하다. 몇 년 후, 회부에서 향비를 데리고 입궁하였는데, 향비가 처음 입궁할 때 은비와 동궁을 이루었다가 얼마 후 바로 다른 궁원으로 이사하여 건륭제가 향비를 총애하였다은비보다 더 좋은 물건을 하사했다.향비가 죽은 후 고종은 크게 울면서 눈이 어두워졌고, 「은비를 헌신짝 버리듯 했습니다.」
은비라는 설화는 건륭제 이빈 백씨, 의빈 황씨로부터 유래한 것으로 보이지만 둘 다 경력과 정확히 일치하지는 않는다.

## 가족
건륭제 초년에 소주의 직조를 평안히 계승할 때, 이미 백가가 소주에서 거주한다는 소식을 들었는데, 저자가 밀방하였는데, 당시에는 백가가 신중하여 감히 많은 일을 하지 못하였다. 건륭 6년 4월 10일, 건륭제는 백씨의 부모님을 북경으로 보내어 이빈을 만나보게 하였는데, 백사채의 나이가 이미 예순아홉이 되었기 때문에 그 부부로 하여금 장거리 왕복은 가족들의 부축이 필수인데다, 백사채의 차남과 딸이 어려서 돌봐줄 사람이 없어 결국 이빈의 부모, 형제자매, 형수, 조카 등 8명이 수로를 통해 상경할 수 있도록 허락했다. 그해 10월, 백사채 등은 소주로 돌아갔다. 소주에서 30칸의 샀는데, 바깥에서는 문호 상황이 열일곱, 여덟 명이 생활할 수 있도록 하였고, 매월 스물 냥의 은을 더 주었고, 평명자가 몰래 백가 근처를 방문하지 않으면 백가(白家)와 말싸움이 있는 것을 발견하고, 이빈의 형제를 내서로 불러들여 엄하게 행하지 말 것을 명령하고, 백영길이 마음을 정하지 않을 것을 염려하여 밖에서 방탕하고 내정에 의지하여 장부를 두었다. 건륭 7년, 백가는 그 뜻을 받들어 정황기 포의제4참령제1기고좌령으로 입기하였다. 그해 12월에 백사채 등 열한 명의 친정들과 아홉 명의 종남부들을 북경으로 보내었고, 백영길과 백영경이 각각 갑옷에 석량 석 냥씩 주어 집에 예순일 칸, 땅에 칠경(七景)을 주고 매년 은이백이십 냥을 세내어 스물여덟 칸을 세내어 매달 은십 냥을 받았다.
- 부 : 백사채, 소주사람, 건륭 24년 11월에 병사했다.
- 적모 : 범씨. 건륭 24년 2월에 병사. 건륭 8년 5월 11일, 범씨는 가마를 타고 친척을 방문하여 오현 직가를 지나는데, 범씨의 가마꾼이 쌀떡을 팔던 가난한 민심사의 어린애와 부딪히고, 어린애 어머니 김씨와 가마꾼의 언쟁을 벌이며 범씨와의 싸움을 벌이자, 범씨는 화가 나서 심씨 부부가 싸웠다는 이유로 지현 강순교에게 체포를 요구하였으나, 강순교훈은 범씨를 위해 대신 집으로 돌려보냈다. 백사채는 또 가서 안녕을 고하고 평안 곧 사람을 보내어 오현에 심사를 엄하게 하였더니 심사는 그날에 심사를 구속하였으나 심사는 아내를 구속하지 못하여 삼십판을 받고 심사 부부를 백사채의 집에 압송하여 죄를 받게 하였더라. 백사채는 범씨에게 금비녀 두 가지와 구슬 네 그루를 잃어버리고 심사를 수감하라고 속고했다. 평안과 같은 사람을 보내어 백사채를 영접하여 거듭 계도하였으나 백사채는 비로소 잠들었더라. 사후에 건륭제는 죄를 묻지 않고 백가에게 즉시 귀경하라고 요구하였다. 범씨는 예전에 허증이 발작하여 일어나지 못하였는데, 툴라는 수시로 사람을 보내어 참약을 조리하게 하였고, 점차 완쾌되어 8월 12일에 백사채와 범씨는 물길을 따라 상경하였다.
- 생모 : 장씨 (첩). 건륭 54년 8월에 병사
- 형제 : 백영길, 원래 감생이었으며, 조판처 낭중 겸 좌령 등을 지냈음.
- 형제 : 백영경. 건륭 21년 (1756년) 병자과 거인, 백태로 개명하였고, 산동평원의 현지현.
- 형제 : 백영서, 가경 연간, 산서 양곡현 전사(典吏).
- 자매 : 백사채의 차녀
- 자매 : 백사채의 3녀. 건륭제 6년에 입궁, 백귀인.
- 조카 : 백화보. 산시성 시용 이문, 백화륜, 백화봉 피갑인.
- 조카 : 백화산. 백화옥, 백화서, 백화시, 백화문 모두 한산.
- 조카손자 : 극승액, 극몽액, 성유, 성선, 리거, 성덕, 한산

## 이빈이 나온 영상매체
| 년도 | 제목     | 배우   | 극중 이름 | 극중 호칭 | 비고                                       |
| ---- | -------- | ------ | --------- | --------- | ------------------------------------------ |
| 2018 | 연희공략 | 서백훼 | 백씨      | 이빈      |                                            |
| 2018 | 여의전   | 하홍산 | 백예희    | 매빈      | 이빈 백씨를 모델로 해서 만든 캐릭터로 추정 |